# قلب الإنسان
قلب الإنسان يزوّد توزيع الدمّ باستمرار خلال الدورة القلبية وهو أحد أكثر الأعضاء حيوية في جسم الإنسان. ينقسم إلى أربعة حجيرات : العلويتان منهما تدعيان الأذين الأيسر والأيمن والسفليتان تدعيان البطين الأيمن والأيسر. عادة يضخّ البطين الأيمن نفس كمية الدمّ إلى الرئتين عند كل نبضة ناتجة من البطين الأيسر.